# Akemi Iwata
Akemi Iwata (jap. 岩田 明美, Iwata Akemi) ist eine ehemalige japanische Fußballspielerin.

## Karriere
Iwata wurde 1981 in den Kader der japanischen Nationalmannschaft berufen und kam bei der Fußball-Asienmeisterschaft der Frauen 1981 zum Einsatz. Insgesamt hat sie drei Länderspiele für Japan bestritten.